# Megan Gunning
Megan Gunning (Atlanta, Estados Unidos, 3 de julio de 1992) es una deportista canadiense que compitió en esquí acrobático.
Ganó una medalla de plata en el Campeonato Mundial de Esquí Acrobático de 2009, en la prueba de halfpipe. Adicionalmente, consiguió dos medallas en los X Games de Invierno.

## Medallero internacional
| Campeonato Mundial | Campeonato Mundial | Campeonato Mundial | Campeonato Mundial |
| Año                | Lugar              | Medalla            | Prueba             |
| ------------------ | ------------------ | ------------------ | ------------------ |
| 2009               | Inawashiro (Japón) | Medalla de plata   | Halfpipe           |

| X Games de Invierno | X Games de Invierno    | X Games de Invierno | X Games de Invierno |
| Año                 | Lugar                  | Medalla             | Prueba              |
| ------------------- | ---------------------- | ------------------- | ------------------- |
| 2010                | Aspen (Estados Unidos) | Medalla de plata    | Superpipe           |
| 2013                | Aspen (Estados Unidos) | Medalla de bronce   | Superpipe           |